# Kőröstetétlen
Kőröstetétlen es un pueblo húngaro perteneciente al distrito de Cegléd, condado de Pest.

## Superficie
Cuenta con una superficie de 32,65 km².

## Demografía
Hasta 2024 la población era de 704 habitantes, con una densidad de población de 21,56 hab/km².
| Gráfica de evolución demográfica de Kőröstetétlen entre 2020 y 2024 |
|                                                                     |
| Datos según la Oficina Central de Estadística de Hungría.           |